# William Smith (boxejador)
William Smith   (Johannesburg, 19 de juliol de 1904 - Johannesburg, 20 de desembre de 1955) va ser un boxejador sud-africà que va competir durant les dècades de 1920 i 1930.
El 1924 va prendre part en els Jocs Olímpics de París, on guanyà la medalla d'or de la categoria del pes gall, en guanyar en la final a Salvatore Tripoli.
Posteriorment passà al professionalisme, amb un balanç de 39 victòries, 13 derrotes i 3 combats nuls. Destaquen els títols nacionals de pes gall de 1925 i el de pes ploma de 1929 i 1934.